# Maxim Naumov
Maxim Naumov (* 1. August 2001 in Hartford) ist ein US-amerikanischer Eiskunstläufer, der im Einzellauf antritt.

## Persönliches
Seine Eltern waren Jewgenija Schischkowa und Wadim Naumow, die als Eiskunstlauf-Paar im Paarlauf antraten und die Weltmeister des Jahres 1994 sind. Beide starben beim Absturz des American-Airlines-Fluges 5342 am 29. Januar 2025. Bei der Benefiz-Gala Legacy On Ice zu Ehren der Opfer des Flugzeugabsturzes erinnerte Maxim Naumov an seine Eltern mit einem Programm zu The City That Isn’t There, einem Lieblingslied seines Vaters.

## Sportliche Karriere
Maxim Naumov begann im Alter von fünf Jahren mit dem Eiskunstlauf. Als Kind trainierte er neben dem Eiskunstlauf auch im Turnen.
In der Saison 2017/18 trat Naumov erstmals bei Juniorenwettbewerben an. Bei den US-Juniorenmeisterschaften gewann der bei seiner ersten Teilnahme die Bronzemedaille. 2020 wurde er US-amerikanischer Juniorenmeister und Fünfter bei den Juniorenweltmeisterschaften.
Bei seiner ersten Teilnahme an den US-amerikanischen Meisterschaften im Jahr 2021 wurde Naumov Fünfter. In den Jahren 2023–2025 wurde er jeweils Vierter.
Naumov vertrat die USA bei den Vier-Kontinente-Meisterschaften 2023 und 2024, wo er den 10. bzw. 12. Platz belegte. Auch 2025 war Naumov für die Vier-Kontinente-Meisterschaften benannt worden, sagte aber nach dem Tod seiner Eltern seine Teilnahme ab.

## Ergebnisse
| Meisterschaft/Saison            | 2017/18 |  | 2019/20 | 2020/21 |  | 2022/23 | 2023/24 | 2024/25 |
| ------------------------------- | ------- |  | ------- | ------- |  | ------- | ------- | ------- |
| Vier-Kontinente-Meisterschaften |         |  |         |         |  | 10.     | 12.     | Z       |
| US-Meisterschaften              |         |  |         | 5.      |  | 4.      | 4.      | 4.      |
| Grand-Prix-Serie/Saison         | 2017/18 |  | 2019/20 | 2020/21 |  | 2022/23 | 2023/24 | 2024/25 |
| Skate America                   |         |  |         | 8.      |  |         | 10.     | 7.      |
| Juniorenwettbewerb/Saison       | 2017/18 |  | 2019/20 | 2020/21 |  | 2022/23 | 2023/24 | 2024/25 |
| Juniorenweltmeisterschaften     |         |  | 5.      |         |  |         |         |         |
| Junior Grand Prix Frankreich    |         |  | 7.      |         |  |         |         |         |
| Junior Grand Prix Lettland      | 8.      |  |         |         |  |         |         |         |
| US-Juniorenmeisterschaften      | 3.      |  | 1.      |         |  |         |         |         |
| Z = Teilnahme zurückgezogen     |         |  |         |         |  |         |         |         |